# Шурчи-Лочин
«Шурчи-Лочин» — узбекистанский футбольный клуб из города Шурчи Сурхандарьинского вилоята. Основан не позднее 1993 года.

## Названия
- 1994-1996 — Тегирмончи.
- 1997-2004 — Шурчи.
- 2005 — Лочин.
- с 2006 — Шурчи-Лочин.

## История
Дебютировал во Второй лиге в 1994 году. В 1995-2010 годах выступал в Первой лиге чемпионата Узбекистана, однако особых успехов не добивался.

## Достижения
Первая лига — 5-е место (1997).
1/8 финала Кубка Узбекистана (4 раза) — 1998, 1999/2000, 2006, 2007.